# Relish
Relish é o segundo álbum de estúdio da cantora Joan Osborne, lançado no dia 21 de março de 1995. Vendeu mais de dois milhões de cópias somente nos Estados Unidos e o seu grande sucesso de público repercutiu em cinco nomeações ao 38º Grammy Awards de 1996, nas categorias "Álbum do Ano", "Gravação do Ano" e "Canção do Ano" (One of Us), "Melhor Performance Rock Vocal Feminino" (St. Teresa) e "Melhor Artista Revelação" (para Joan Osborne).
No ano seguinte, durante o 39º Grammy Awards, Joan conquistou o prêmio de mais outra indicação na categoria "Melhor Performance Rock Vocal Feminino" pela música Spider Web, um tributo a Ray Charles.
O grande hit do álbum, One of Us, foi tema do seriado de televisão estadunidense Joan of Arcadia entre os anos de 2003 e 2005. A nova versão usada pela emissora foi gravada exclusivamente por Joan e diferenciou-se um pouco da versão original.
Right Hand Man possui similaridades com a canção Clear Spot, de Captain Beefheart, lançada no álbum de mesmo nome em 1972. Man in the Long Black Coat é uma regravação da versão original gravada por Bob Dylan para o seu álbum Oh Mercy, de 1989.
A versão de Crazy Baby apresentada em Relish foi a terceira e última gravada por Joan Osborne. A primeira saiu no álbum Soul Show: Live at Delta 88, de 1991, e a segunda é uma versão gravada com violinos ao fundo, no estilo pop, durante as sessões de Chick em 1993 e que nunca foi lançada comercialmente.
A música final, Lumina, foi usada no primeiro episódio da série The Sopranos, produzida pela HBO de 1999 a 2007.

## Lista de faixas
Todas as faixas por Joan Osborne, Eric Bazilian, Bob Hyman e Rick Chertoff, exceto onde indicado.
| N.º | Título                                                                                  | Duração |  |
| 1.  | "St. Teresa"                                                                            | 05:20   |  |
| 2.  | "Man in the Long Black Coat" (Bob Dylan)                                                | 04:49   |  |
| 3.  | "Right Hand Man" (Joan Osborne, Eric Bazilian, Bob Hyman, Rick Chertoff, Don Van Vilet) | 04:57   |  |
| 4.  | "Pensacola"                                                                             | 04:32   |  |
| 5.  | "Dracula Moon"                                                                          | 06:32   |  |
| 6.  | "One of Us" (Eric Bazilian)                                                             | 05:21   |  |
| 7.  | "Ladder"                                                                                | 04:11   |  |
| 8.  | "Spider Web" (Joan Osborne, Rick Chertoff, Gary Lucas, Sammy Merendino, Chris Palmaro)  | 05:34   |  |
| 9.  | "Let's Just Get Naked" (Joan Osborne, Eric Bazilian)                                    | 05:08   |  |
| 10. | "Help Me" (Sonny Boy Williamson, Ralph Bass)                                            | 05:14   |  |
| 11. | "Crazy Baby" (Joan Osborne)                                                             | 06:31   |  |
| 12. | "Lumina" (Joan Osborne, Eric Bazilian)                                                  | 03:08   |  |

- One of Us traz uma introdução de The Airplane Ride, uma canção espiritual composta por J. S. McConnel e cantada por Nell Hampton, sob licença da Alan Lomax. A introdução foi usada com permissão.
- Ladder apresenta um sample de Marimbo Sun, escrita por Marc Bolan e sob licença da Straight Ahead Productions Ltd. TRO/Essex Music International (ASCAP), originalmente gravada por T. Rex. Foi usada com permissão.

| Críticas profissionais                                                      | Críticas profissionais |
| Avaliações da crítica                                                       | Avaliações da crítica  |
| Fonte                                                                       | Avaliação              |
| --------------------------------------------------------------------------- | ---------------------- |
| allmusic                                                                    | [ 1 ]                  |
| Rolling Stone                                                               | [ 2 ]                  |
| Robert Christgau                                                            | (corte)                |
| Esta tabela precisa de ser acompanhada por texto em prosa. Consulte o guia. |                        |

## Equipe
- Joan Osborne – vocal, percussão, guitarra acústica;
- Eric Bazilian – guitarra, mandolim, chant, saxofone, harmônica, piano elétrico;
- Rob Hyman – piano, órgão, sintetizador, melotrom, vocal de apoio;
- Andy Kravitz – bateria, percussão;
- Mark Egan – baixo.

## Músicos
- Rick DiFonzo – guitarra acústica (em "Man in the Long Black Coat" e "Spider Web");
- Sammy Merendino – bateria (em "Man in the Long Black Coat" e "Let's Just Get Naked"), colagem rítmica (em "Ladder" e "Spider Web");
- Chris Palmaro – piano elétrico (em "Man in the Long Black Coat" e "Spider Web"), órgão (em "Ladder"), violino (em "Spider Web"), melotrom (em "Spider Web e Let's Just Get Naked");
- William Wittman – guitarra elétrica (em "Man in the Long Black Coat", guitarra (em "Ladder");
- Rick Chertoff – percussão (em "Right Hand Man" e "Dracula Moon");
- Leo Osborne – vocais de apoio (em "Right Hand Man");
- Lee Campbell – violino (em "Spider Web");
- Omar Hakim – bateria (em "Spider Web");
- Gary Lucas – guitarra (em "Spider Web e Let's Just Get Naked");
- Wade Schurman – harmonica (em "Spider Web e Let's Just Get Naked");
- Catherine Russell – vocais de apoio (em "Spider Web").

## Paradas musicais
| País/Parada (1995–96)                 | Melhor posição |
| ------------------------------------- | -------------- |
| Austrália (ARIA)                      | 12             |
| Áustria (Ö3 Austria Top 40)           | 8              |
| Bélgica (Ultratop Flandres)           | 5              |
| Bélgica (Ultratop Valônia)            | 14             |
| Países Baixos (Dutch Charts)          | 8              |
| Finlândia (Suomen virallinen lista)   | 14             |
| Alemanha (Offizielle Deutsche Charts) | 15             |
| Nova Zelândia (RMNZ)                  | 13             |
| Noruega (VG-lista)                    | 17             |
| Suécia (Sverigetopplistan)            | 6              |
| Suíça (Schweizer Hitparade)           | 18             |
| Reino Unido (UK Albums Chart)         | 5              |
| Estados Unidos (Billboard 200)        | 9              |
| País/Parada (1996)                    | Posição fixada |
| Áustria (Ö3 Austria)                  | 46             |
| Alemanha (Album Top 100)              | 94             |
| Alemanha (Offizielle Top 100)         | 37             |
| Suíça (Schweizer Hitparade)           | 47             |
| Reino Unido (UK Albums)               | 98             |
| Estados Unidos (Billboard 200)        | 29             |

## Certificações
| Organização | Certificação | Data                   |
| ----------- | ------------ | ---------------------- |
| RIAA        | Ouro         | 20 de novembro de 1995 |
| RIAA        | Platina      | 16 de janeiro de 1996  |
| RIAA        | 2× Platina   | 22 de março de 1996    |
| RIAA        | 3× Platina   | 16 de julho de 1996    |